# Perfoliata gigantea
Perfoliata gigantea är en flockblommig växtart som beskrevs av Carl Ernst Otto Kuntze. Perfoliata gigantea ingår i släktet Perfoliata och familjen flockblommiga växter. Inga underarter finns listade i Catalogue of Life.